# Alemania en los Juegos Paralímpicos de Pekín 2022
Alemania estuvo representada en los Juegos Paralímpicos de Pekín 2022 por un total de diecisiete deportistas, nueve hombres y ocho mujeres.

## Medallistas
El equipo paralímpico alemán obtuvo las siguientes medallas:
| Nombre              | Deporte        | Evento                                        |
| ------------------- | -------------- | --------------------------------------------- |
| Oro                 |                |                                               |
| Leonie Maria Walter | Biatlón        | 10 km discapacidad visual femenino            |
| Anna-Lena Forster   | Esquí alpino   | Eslalon sentado femenino                      |
| Anna-Lena Forster   | Esquí alpino   | Supercombinada sentado femenino               |
| Linn Kazmaier       | Esquí de fondo | 10 km discapacidad visual femenino            |
| Plata               |                |                                               |
| Martin Fleig        | Biatlón        | 10 km sentado masculino                       |
| Marco Maier         | Biatlón        | 6 km de pie masculino                         |
| Linn Kazmaier       | Biatlón        | 6 km discapacidad visual femenino             |
| Linn Kazmaier       | Biatlón        | 12,5 km discapacidad visual femenino          |
| Anna-Lena Forster   | Esquí alpino   | Descenso sentado femenino                     |
| Anna-Lena Forster   | Esquí alpino   | Supergigante sentado femenino                 |
| Linn Kazmaier       | Esquí de fondo | 15 km discapacidad visual femenino            |
| Marco Maier         | Esquí de fondo | 1,5 km velocidad de pie masculino             |
| Bronce              |                |                                               |
| Anja Wicker         | Biatlón        | 10 km sentado femenino                        |
| Leonie Maria Walter | Biatlón        | 6 km discapacidad visual femenino             |
| Leonie Maria Walter | Biatlón        | 12,5 km discapacidad visual femenino          |
| Anna-Maria Rieder   | Esquí alpino   | Eslalon de pie femenino                       |
| Andrea Rothfuss     | Esquí alpino   | Eslalon gigante de pie femenino               |
| Leonie Maria Walter | Esquí de fondo | 15 km discapacidad visual femenino            |
| Linn Kazmaier       | Esquí de fondo | 1,5 km velocidad discapacidad visual femenino |